# José Cândido de Lacerda Coutinho
José Cândido de Lacerda Coutinho (Desterro, 15 de dezembro de 1841 – Rio de Janeiro, 2 de novembro de 1900) foi um médico, político e poeta brasileiro.

## Vida
Filho de João Francisco de Sousa Coutinho e de Cândida Júlia de Lacerda Coutinho. Casou com Adelindes da Silva Coutinho, filha de João José Coutinho e de Maria Henriqueta da Silva Coutinho.
Formou-se em medicina pela Faculdade de Medicina do Rio de Janeiro, em 1868. Participou da Guerra do Paraguai. 

## Carreira
Foi deputado à Assembleia Legislativa Provincial de Santa Catarina na 18ª legislatura (1870 — 1871).
Foi deputado à Câmara dos Deputados do Brasil pela província de Santa Catarina na 1ª legislatura (1891 — 1893).
É patrono da cadeira 23 da Academia Catarinense de Letras.

## Obras
- Ovidianas (1848)
- Cenas da vida de estudante (1863-65) [1]
- Quem desdenha quer comprar (1868) [2]
- Amimone
- Poesias Escolhidas
- Vulcano e Minerva

## Homenagens
Rua Lacerda Coutinho em Copacabana, no Rio de Janeiro.